# Comisión de Investigaciones Espaciales
La Comisión de Investigaciones Espaciales (Committee on Space Research o COSPAR, por su acrónimo en inglés) es un órgano científico interdisciplinario que se ocupa del progreso a escala internacional de todo tipo de investigaciones científicas realizadas con vehículos espaciales, cohetes y globos establecida por el Consejo Internacional para la Ciencia (ICSU) en 1958.
Entre los objetivos de la COSPAR figuran la promoción de las investigaciones científicas en el espacio a nivel internacional haciendo hincapié en el libre intercambio de resultados, información y opiniones, y proporcionando un foro abierto a todos los científicos para el debate de los problemas que puedan afectar a las investigaciones espaciales. Estos objetivos se logran mediante la organización de simposios, publicaciones y otros medios. 
La COSPAR ha creado una serie de programas de investigación sobre diferentes temas, algunos en cooperación con otras Uniones científicas. El proyecto a largo plazo Atmósfera de referencia internacional de la COSPAR (o CIRA, por su acrónimo en inglés) comenzó en 1960; desde entonces, se han producido varias ediciones del código de la atmósfera atmósfera del CIRA. El código "IRI" del grupo de trabajo URSI-COSPAR sobre la Ionosfera de Referencia Internacional se editó por primera vez en 1978 y se actualiza anualmente. 

## Asamblea General
Cada dos años, la COSPAR convoca una Asamblea General (también llamada Asamblea Científica). Estas son conferencias que actualmente reúnen a más de mil investigadores especializados en el ámbito espacial. Las asambleas más recientes se enumeran en la tabla a continuación. La 41.ª Asamblea General en Estambul fue cancelada debido al intento de golpe de Estado turco de 2016.
| Asamblea General | Año  | Lugar                | País                   |
| ---------------- | ---- | -------------------- | ---------------------- |
| 47ª              | 2028 | Dubái                | Emiratos Árabes Unidos |
| 46ª              | 2026 | Florencia            | Italia                 |
| 45ª              | 2024 | Busan                | Corea del Sur          |
| 44ª              | 2022 | Atenas               | Grecia                 |
| 43ª              | 2020 | Sídney               | Australia              |
| 42ª              | 2018 | Pasadena             | Estados Unidos         |
| 41ª              | 2016 | Estambul (cancelada) | Turquía                |
| 40.ª             | 2014 | Moscú                | Rusia                  |
| 39.ª             | 2012 | Mysore               | India                  |
| 38.ª             | 2010 | Bremen               | Alemania               |
| 37.ª             | 2008 | Montreal             | Canadá                 |
| 36.ª             | 2006 | Pekín                | China                  |
| 35.ª             | 2004 | París                | Francia                |
| 34.ª             | 2002 | Houston              | Estados Unidos         |
| 33.ª             | 2000 | Varsovia             | Polonia                |
| 32.ª             | 1998 | Nagoya               | Japón                  |
| 31.ª             | 1996 | Birmingham           | Reino Unido            |
| 30.ª             | 1994 | Hamburgo             | Alemania               |
| 29.ª             | 1992 | Washington D. C.     | Estados Unidos         |
| 28.ª             | 1990 | La Haya              | Países Bajos           |
| 27.ª             | 1988 | Espoo                | Finlandia              |
| 26.ª             | 1986 | Toulouse             | Francia                |
| 25.ª             | 1984 | Graz                 | Austria                |
| 24.ª             | 1982 | Ottawa               | Canadá                 |
| 23.ª             | 1980 | Budapest             | Hungría                |
| 22.ª             | 1979 | Bangalore            | India                  |
| 21.ª             | 1978 | Innsbruck            | Austria                |
| 20.ª             | 1977 | Tel Aviv             | Israel                 |
| 19.ª             | 1976 | Filadelfia, PA       | Estados Unidos         |
| 18.ª             | 1975 | Varna                | Bulgaria               |
| 17.ª             | 1974 | São Paulo            | Brasil                 |
| 16.ª             | 1973 | Constanza            | Alemania               |
| 15.ª             | 1972 | Madrid               | España                 |
| 14.ª             | 1971 | Seattle, WA          | Estados Unidos         |
| 13.ª             | 1970 | San Petersburgo      | Rusia                  |
| 12.ª             | 1969 | Praga                | Checoslovaquia         |
| 11.ª             | 1968 | Tokio                | Japón                  |
| 10.ª             | 1967 | Londres              | Reino Unido            |
| 9.ª              | 1966 | Viena                | Austria                |
| 8.ª              | 1965 | Mar del Plata        | Argentina              |
| 7.ª              | 1964 | Florencia            | Italia                 |
| 6.ª              | 1963 | Varsovia             | Polonia                |
| 5.ª              | 1962 | Washington D. C.     | Estados Unidos         |
| 4.ª              | 1961 | Florencia            | Italia                 |
| 3.ª              | 1960 | Niza                 | Francia                |
| 2.ª              | 1959 | La Haya              | Países Bajos           |
| 1.ª              | 1958 | Londres              | Reino Unido            |

## Estructura interna

### Comisiones Científicas
Comisión Científica A
Estudios espaciales de la superficie de la Tierra, la meteorología y el clima
- Grupo de Tareas sobre GEO
- Subcomisión A1 sobre Atmósfera, Meteorología y Clima
- Subcomisión A2 sobre la Dinámica, la Productividad y la Criosfera de los Océanos
- Subcomisión A3 sobre Procesos y Morfología de la Tierra

Comisión Científica B
- Estudios espaciales del sistema Tierra-Luna, planetas y pequeños cuerpos del sistema solar
- Subcomisión B1 sobre los órganos pequeños
- Subcomisión B2 de Coordinación Internacional de Técnicas Espaciales para la Geodesia (una Subcomisión conjunta con la Comisión I de la IUGG/IAG sobre Marcos de Referencia)
- Subcomisión B3 sobre la Luna
- Subcomisión B4 sobre Planetas Terrestres
- Subcomisión B5 sobre Planetas y Satélites Exteriores
- Subcomisión B6/E4 de Detección, Caracterización y Modelización de Exoplanetas

Comisión Científica C
- Estudios Espaciales de las Atmósferas Superiores de la Tierra y de los Planetas, incluyendo las Atmósferas de Referencia
- Subcomisión C1 sobre la Atmósfera Superior y la Ionosfera de la Tierra
- Subcomisión C2 sobre la Atmósfera Media y la Ionosfera Baja de la Tierra
- Subcomisión C3 sobre Atmósferas Planetarias y Aeronomía
  - Grupo de Tareas sobre las Atmósferas de Referencia de los Planetas y Satélites (RAPS)
  - Grupo de tareas URSI/COSPAR sobre la Ionosfera de Referencia Internacional (IRI)
  - Grupo de Trabajo COSPAR/URSI sobre Atmósferas de Referencia, incluido el ISO WG4 (CIRA)

- Subcomisión C5/D4 sobre Teoría y Observaciones de Experimentos Activos

Comisión Científica D
Plasmas espaciales en el sistema solar, incluyendo magnetosferas planetarias
- Subcomisión D1 sobre la Heliosfera
- Subcomisión D2/E3 sobre la transición del Sol a la Heliosfera
- Subcomisión D3 sobre Magnetosferas
- Subcomisión C5/D4 sobre la teoría y las observaciones de los experimentos activos

Comisión Científica E
Investigación en Astrofísica desde el Espacio
- Subcomisión E1 de Astrofísica Galáctica y Extragaláctica
- Subcomisión E2 sobre El Sol como una estrella
- Subcomisión D2/E3 sobre la transición del Sol a la Heliosfera
- Subcomisión B6/E4 de Detección, Caracterización y Modelización de Exoplanetas

Comisión Científica F
Las ciencias de la vida en relación con el espacio
- Subcomisión F1 de Biología Gravitatoria y Espacial
- Subcomisión F2 de Radiación Medio Ambiente, Biología y Salud
- Subcomisión F3 de Astrobiología
- Subcomisión F4 sobre Ecosistemas Naturales y Artificiales
- Subcomisión F5 sobre Fisiología Gravitatoria en el Espacio

Comisión Científica G
Las ciencias de los materiales en el espacio
Comisión Científica H
Física Fundamental en el Espacio

### Paneles
- Panel Técnico sobre Dinámica de Satélites (PSD)
- Grupo sobre Problemas Técnicos Relacionados con el Balonaje Científico (PSB)
- Grupo sobre actividades potencialmente perjudiciales para el medio ambiente en el espacio (PEDAS)
- Panel de Modelización del Medio Ambiente de los Cinturones de Radiación (PRBEM)
- Panel de Clima Espacial (PSW)
- Grupo sobre la protección del planeta (PPP)
- Panel de creación de capacidad (PCB)
- Panel sobre el Programa de Becas para la Creación de Capacidades y Alumnos (PCB FP)
- Panel de Educación (PE)
- Panel de Exploración (PEX)
- Panel de Investigación Interestelar (PIR)
- Grupo de Tareas sobre el establecimiento de una constelación internacional de satélites pequeños (TGCSS)
- Panel de Ciencias Sociales y Humanidades (PSSH)
- Panel de Soluciones Innovadoras (PoIS)

## Política de protección planetaria
En respuesta a la preocupación de la comunidad científica de que las misiones de vuelos espaciales a la Luna y otros cuerpos celestes pudieran comprometer su futura exploración científica, el Consejo Internacional de Uniones Científicas (CIUC) estableció en 1958 un Comité Especial sobre la Contaminación por Exploración Extraterrestre (CETEX) para prestar asesoramiento sobre estas cuestiones. Al año siguiente, este mandato se transfirió al recién fundado Comité de Investigaciones Espaciales (COSPAR), que, en su calidad de comité científico interdisciplinario del CIUC (ahora Consejo Internacional de la Ciencia), se consideró el lugar adecuado para continuar la labor del CETEX. Desde entonces, el COSPAR ha proporcionado un foro internacional para examinar esas cuestiones bajo los términos de "cuarentena planetaria" y posteriormente "protección planetaria", y ha formulado una política de protección planetaria del COSPAR con los correspondientes requisitos de aplicación como norma internacional para proteger contra la contaminación biológica y orgánica interplanetaria, y después de 1967 como guía para el cumplimiento del artículo IX del Tratado de las Naciones Unidas sobre el Espacio Ultraterrestre en esa esfera.
La Política de Protección Planetaria del COSPAR, y sus requisitos asociados, no es legalmente vinculante en virtud del derecho internacional, pero es una norma acordada internacionalmente con directrices de aplicación para el cumplimiento del Artículo IX del Tratado sobre el Espacio Ultraterrestre. Los Estados Partes en el Tratado sobre el Espacio Ultraterrestre son responsables de las actividades espaciales nacionales en virtud del artículo VI de este Tratado, incluidas las actividades de las entidades gubernamentales y no gubernamentales. Es el Estado el que en última instancia será responsable de los actos ilícitos cometidos por sus sujetos jurisdiccionales.
La actualización de la Política de Protección Planetaria del COSPAR, ya sea en respuesta a nuevos descubrimientos o sobre la base de solicitudes específicas, es un proceso que involucra a los miembros designados del Grupo de Expertos del COSPAR sobre Protección Planetaria que representan, por un lado, a su autoridad nacional o internacional responsable del cumplimiento del Tratado de las Naciones Unidas sobre el Espacio Ultraterrestre de 1967 y, por otro lado, a las Comisiones Científicas del COSPAR B - Estudios Espaciales del Sistema Tierra-Luna, Planetas y Cuerpos Pequeños de los Sistemas Solares, y F - Ciencias de la Vida en relación con el Espacio. Tras alcanzar un consenso entre las partes interesadas, la recomendación propuesta para actualizar la Política es formulada por el Grupo del COSPAR sobre Protección Planetaria y presentada a la Mesa del COSPAR para su examen y aprobación.
La Política del COSPAR sobre Protección Planetaria, recientemente actualizada, se publicó en el número de agosto de 2020 de la revista del COSPAR Space Research Today. Contiene algunas actualizaciones con respecto a la versión previamente aprobada, basada en las recomendaciones formuladas por el Panel y aprobadas por la Mesa del COSPAR.